# 謝拉米·李
謝拉米·李（英語：Cherami Leigh，1988年7月19日—）是一位美国女演员。曾为Funimation、Bang Zoom!娛樂、NYAV Post、Studiopolis和碧日等多部动漫系列和电子游戏提供英语配音。部分角色包括《魔法禁書目錄》和《科學超電磁砲》系列中的初春飾利、《強襲魔女》中的宮藤芳佳、《這樣算是殭屍嗎？》中的優克莉伍德·海爾賽茲、《舰队Collection》中的睦月、《ONE PIECE》中的爱纱、 《PSYCHO-PASS》中的霜月美佳 、《隱王》中的黑冈野诗缟、《鶺鴒女神》中的響、《黑執事》中的伊莉莎白·米多福特、《驅魔少年》的罗德‧贾梅托、《FAIRY TAIL》中的露西·哈特菲利亞、《聖劍鍛造師》中的瑟希莉·坎貝爾、《刀劍神域》的亞絲娜、《寶可夢 旅途》中的小春、《薩爾達傳說 王國之淚》中的索尼婭及《RWBY》中的伊莉亞·埃米托拉等。
謝拉米曾出演《识骨寻踪》 、《勝利之光》 、《西镇警魂》和《無恥之徒》等影集中。在电子游戏中，为《桑塔》系列中的罗蒂托普斯（Rottytops）、《邊緣禁地》系列中的机械师盖奇、《英雄傳說 閃之軌跡IV》中的亚琳罗德、《行尸走肉：最终季》中的密涅瓦、《火焰之纹章 风花雪月》中的蕾雅、《女神異聞錄5》中的新岛真配音以及因为《赛博朋克2077》中的女性V配音而被提名为英国电影和电视艺术学院最佳主演奖。

## 人物
謝拉米·李出生于1988年7月19日。六岁开始演艺生涯，并从九岁起跟随南希·查蒂尔（Nancy Chartier）学习迈斯纳技巧。作为童星，曾在《尋找方向》中饰演格雷琴，并多次出现于《德州巡警》中。高中时期就读于卡罗尔顿的希伯伦高中，之后在得克萨斯州的普莱诺的科林学院学习戏剧。她还曾在迪士尼电台担任十年的DJ，为ABC有聲新聞进行声音推广和广告。2013年，她搬到洛杉矶，继续从事配音工作并开始出演真人角色。

## 个人生活
謝拉米·李自2010年开始与演员乔恩·克里斯蒂约会，并于2014年4月13日结婚。

## 演出作品
※粗體字為主要角色。

### 电视动画
2007年
- 屍鬼（桐敷沙子）[6]
- 蜜桃女孩（柏木沙繪）[6]
- BACCANO！大騷動！（梅莉·貝利亞姆）[6]
- 魔法老师!?（櫻咲剎那、大河內晶、鳴瀧風香、鳴瀧史伽）

2008年
- 魔女之刃（娜梅）[6]
- 神槍少女（蓓特莉琪）[6]
- ONE PIECE（爱纱、Miss黄金周等）

2020年
- 魔物娘的醫生（絲卡蒂·德菈肯菲爾特）
- 动物新世代 BNA（影森满）
- 女神異聞錄5 the Animation（新岛真）[7]
- 理科生墜入情網，故嘗試證明。（山本亞梨華）
- 炎炎消防隊[8]
- 黑色五葉草（羅洛佩迪卡）

### 电子游戏
2016年
- 街頭霸王V（Fevrier）

2017年
- 火焰之纹章 英雄（凯达、格温多林、塞西莉亚、梅伊）
- 火焰之纹章 回声 另一位英雄王（梅伊）
- 尼爾：自動人形（A2）
- 女神異聞錄5（新岛真）[9]
- 秋葉原妄想物語（真田琴美）[10]
- 十三號星期五（蒂芙尼·考克斯）
- 地平線 黎明時分（Ikrie）[11]

2018年
- 審判之眼：死神的遺言（藤井真冬）

2020年
- 電馭叛客2077（Valerie，女）

2021年
- 審判之逝：湮滅的記憶（藤井真冬）

2023年
- 電馭叛客2077：自由幻局（Valerie，女）
- 薩爾達傳說 王國之淚（索尼婭女王）
- 快打旋風6（瑪濃）[12]
- 女神異聞錄5 戰略版（新岛真）[13]

### 电视剧
- 德州巡警（英语：Walker, Texas Ranger）（1996年-1999年，莎莉、阿米莉亚·艾伦）[3]
- 勝利之光（英语：Friday Night Lights (TV series)）（2008年，吉妮·沃里克）[3]
- 從難入手（英语：The Deep End (2010 TV series)）（2010年，莎拉）[3]
- 识骨寻踪（2013年，雷切尔·豪斯）[14]
- 西镇警魂（2013年，特里克西·道尔顿）
- 火速救援最前線（2022年，亚历克西斯）

### 电影
- 迷霧驚魂（2010年，少女）[6]
- 自闭历程（英语：Temple Grandin (film)）（2010年，玛西娅）[3]